# Mesosa obscuricornis
Mesosa obscuricornis är en skalbaggsart som först beskrevs av Maurice Pic 1894.  Mesosa obscuricornis ingår i släktet Mesosa och familjen långhorningar.
Artens utbredningsområde är Iran. Inga underarter finns listade i Catalogue of Life.